# Barnwell (Alabama)
Barnwell es un área no incorporada en el condado de Baldwin, Alabama, Estados Unidos. Se encuentra a lo largo de la Ruta 98 en la parte sur del condado. Fairhope proporciona algunos servicios municipales. Barnwell está designado por el Servicio Geológico de los Estados Unidos como un lugar poblado que no está incorporado ni es un lugar designado por el censo.

## Historia
Barnwell lleva el nombre de una familia local. Una oficina de correos operó bajo el nombre de Barnwell desde 1903 hasta 1942.